# ألعاب شعبية سعودية
تعد الألعاب الشعبية السعودية، إحدى عناصر الموروث الشعبي غير المادي في المملكة العربية السعودية، وتركّز على النشاط البدني والذهني لدى الأطفال والشباب، وتبث فيما بينهم روح الحماسة والتنافس. اشتهرت في السابق بأن لها أوقات معينة كالأعياد وحفلات الزفاف والمناسبات الاجتماعية والعطل الأسبوعية، أما اليوم فإنها تقام في المهرجانات الوطنية للحفاظ عليها.

## لعبة طاش ما طاش
اشتهرت لعبة طاش ما طاش عند الذكور خاصة، حيث يتراهن اثنان على المشروبات الغازية، ويرجون القارورة بدرجة معينة ويتراهنون على طيش المشروب خارج الزجاجة إن فُتحت.

## لعبة الكعابة
تُعد من أهم الألعاب الشعبية خاصة في منطقة نجد ويلعبها كافة الفئات العمرية، خاصة في المناسبات مثل الأعياد وحفلات الزفاف حين تُقدم الولائم، حيث يأخذ مفصل ركبة الخروف، وأغلبهم يقوم بطبخها مع الملح لإذابة الدهون من عليها، ثم توضع على أسطح المنازل لتجفيفها، يعتبرون الكعب الكبير هو "الصولة" أو المضرب، ويزخرف بالمسامير التي تؤخذ من مساند المجالس، وأغلبهم يضع الرصاص في جوفها لزيادة ثقلها على الأرض، ولابد أن يكون لكل لاعب صولة مخصصة يضرب بها (الكعابة) ولها مواصفات خاصة كضخامة حجمها ووزنها، وأن تكون مسطحة الجوانب وأن يكون لونها مختلفاً عن الكعابة الأخرى في دائرة اللعب، ومن يجمع الكثير من الكعابة يستطيع بيعها فيما بعد، تكون طريقة لعب (الكعابة) باتفاق اللاعبين أيًّا كان عددهم، بوضع كل لاعب على كعب أو اثنين حسب اتفاقهم داخل الدائرة المخطوطة على الأرض، والتي يكون قطرها بطول عدد اللاعبين، ويرسم على الأرض خط يعتبر المكان المخصص لبداية اللعب للمرة الأولى، ومن يلعب أولاً ويسبق الآخرين يقول: (بو) ومن يتبعه يقول: (عقيبك)، والبقية من بعدهم كلاً يقول بعد زميله: (عقيبك، ويتبعها باسمه) ومن يخرج الكعب من الدائرة يُعد "سيداً" للعبة ويستمر في اللعب حتى يخطئ أو يعجز عن إخراج (الكعب) بواسطة (الصولة)، ويأتي اللاعب الذي بعده ويستمر حتى يُخطئ، وتقال كلمة (الشَّوْرْ) أو شورك ككلمة أمان للفائز، وإن نسي أحدهم قولها فيستولي القوي على كعابة الضعيف، وإن لم يقل المستولي: (بالطاقية) فيحق للأول أن يحمل الكعابة بالطاقية فيمتلكها.

## المصاقيل (لعبة الكرات الزجاجية الملونة)
لعبة شعبية بسيطة اختلفت مُسمياتها في كل منطقة ولكن طريقتها في اللعب واحدة، تعتمد على مهارة يد اللاعب في رمي الكرات الزجاجية الصغيرة لتضرب بعضها بعضاً، وهي أشبه نوعاً ما بلعبة البلياردو، ولكن بدون استخدام العصا ويستعاض عن الطاولة بحفرة صغيرة على الأرض مُعدة لغرض التصويب.

## لعبة البربر أو (الخطة)
لعبة "البربر" لعبة شعبيّة قديمة، ولها عدة أسماء، مثل "أم الخطوط"، أو "عظيم"، أو "الخطة"، أو "العتبة" أو "الأولى"، وفي المنطقة الغربيّة تُسمى «البربر». ، وفيها يتم وضع قطعة صغيرة مستديرة من الفخار في الأرض، كما يتم حفر عدة حفر صغيرة في أماكن متفرقة على أرض الملعب، ثم يقوم اللاعب بدفع القطعة إلى إحدى حفر الملعب بقدمه اليمنى حيث تمارس هذه اللعبة بالرجل اليمنى فقط وتبقى قدمه اليسرى مثنية إلى الركبة. كما تلعب بطريقة أخرى حيث يتم تخطيط الأرض الترابية إلى 3 مستطيلات متساوية تحت بعضها، ثم مستطيلين بجوار بعض تحت الثلاثة السابقة، ثم مستطيل تحت الاثنين السابقين، ثم مستطيلين في الأخير، وتستعمل فيها قطعة حجر لرميها وتحديد المستطيل للقفز والوصول إليه بقدم واحدة ويتكرر رمي الحجر حتى الوصول لآخر مستطيل وتسجيل نقاط على الخصم، وفي حال لم يستطع اللاعب الوقوف على قدم واحدة والقفز للمستطيل التالي يخسر الجولة، وعادة يكون عدد اللاعبين فيها اثنان أو أكثر.

## لعبة شيد البيد البيد
لعبة شيد البيد البيد تُعد عنيفة نوعاً ما، وغالباً ما يلعبها الأقوياء من شباب الحي، وتعتمد على سرعة الحركة والمهارة في المحاورة وعدم تمكين المهاجم من الفريق الآخر لمس فرد من الفريق المواجه، ويشترك في لعبها بضعة أشخاص ينقسمون إلى طائفتين، ويكونون متقابلين بينهما مسافة نحو عشرة أمتار، ويخطون في وسط الفضاء خطاً في التراب، فيخرج واحد من إحدى الطائفتين إلى الطائفة الأخرى، ويمد يده باحتراس، ويقول: (شيد البيد البيد)، ويكررها، فإذا لمس أحدهم وهرب ولم يمسكوا به، تعتبر طائفته هي الغالبة، وإن أمسكوه يخرج من اللعبة وتعتبر طائفته مغلوبة.

## لعبة المدود
هي لعبة جماعية لمن هم في سن 12 وما دون، تشتهر في المنطقة الشرقية وطريقة لعبها أن البنات يتقمصن شخصيات لدمى يصنعونها من مواد كالعظام، ريش الطيور، أعواد خشبية صغيرة، قماش، خيوط، خرز، وكرتون. وقد تكون الدمية على هيئة رجل أو امرأة.. إذا كانت على هيئة رجل فيرتدي الثوب والغترة والعقال والبشت، أما إذا كانت امرأة فترتدي البخنق ومواد الزينة. وتختار كل شخصية اسمًا معينا من أسماء الجدات أو الآباء أو الأمهات. وبعدها تبدأ اللاعبات بمحاكاة الشخصيات حركة وصوتا وأسلوبًا.

## لعبة الكبوش
هي من أشهر الألعاب الشعبية في المنطقة الغربية وخاصة (مكة المكرمة). ويشترط لمن يريد ممارستها أن يكون لديه رصيد كاف من مكرات الخياطة، وحجر أملس من الجهتين يستخدم في رمي المكرات يسمى (اليرس). ويتكون فريق اللعبة من عدة أشخاص يقومون بوضع دائرة في الأرض وتوضع المكرات بداخلها، فيبدأ اللاعب الأول اللعب بالابتعاد عن موقع الدائرة مسافة 10م ثم يقوم برمي المكرات باليرس. فإن استطاع إخراج إحدى المكرات خارج حدود الدائرة فإنها تصبح ملكاً له وإن لم يستطع يسلم اللاعب الذي يليه وهكذا.

## لعبة الزقطة
تجمع عدة حصوات «خمس حصوات» صغيرة عادةً من الصوان المدور صغير الحجم، وتمارس هذه اللعبة من خلال لاعبين اثنين أو ثلاثة، ويقوم كل واحد بقذف إحدى الحصوات عالياً ليلتقط في المرة الأولى حصوة من الحصوات الأربع الباقية على الأرض أمامه وبين اللاعبين، وفي المرة الثانية يقذف حصوة عالياً بالهواء ثم يلتقط حصوتين... حصوتين، وفي المرة الثالثة يلتقط ثلاث حصوات معاً، ثم يجمع الخمس حصوات على ظهر كفه ثم يقذفهن فيحاول جمعها بيده بنفس القذفة فما يستطيع التقاطه من الحصوات يكون هو عدد العلامات التي تكون رصيداً له، وهكذا يكون الدور بين زملائه المشاركين في هذه اللعبة، ومن شروط اللعبة عدم سقوط الحصوة المقذوفة عالياً على الأرض، وعدم استطاعته الإمساك بها مع الحصوات الأخريات، حينها تعتبر جولته ملغية ويحق لزميله الشروع بدخول اللعبة. تعتبر هذه اللعبة للكبار والصغار من بنين وبنات في الليل أو النهار فتجد من يلعبها يتفنن بمهارات مختلفة في رمي والتقاط الحصاة مثل لاعب خفة.

## لعبة بطيخ بطيخ
في هذه اللعبة يمسك والد الطفل بكف ابنه فينشرها ويمسح عليها في كل مرّة يقول فيها: «بطيخ... بطيخ... ذنيب الذيخ» وعندما يمسح بيده راحة كف ابنه وهو يكرر الكلمات السابقة يبدأ بأصابع يد طفله يطويها (مبتدئاً بالخنصر) ويقول:
ويكون بذلك طوى أصابع كف ابنه الخمسة ثم يطوي الأب أصابع كفه هو إلا السبابة والوسطى من أصابعه ويمثل بهما أن رجلاً أو وحشاً يمشي حيث يقوم بتمثيل هيئة المشي بالإصبعين مبتدئاً من كف طفله رويداً رويداً وهو يقول: «يا من عيّن الطليان؟ يا من عيَّن الطليان» وهي الغنم، إلى أن يصل إلى يد الطفل مثنية الأصابع فكأنه يقف مشدوهاً «هاه... هذا مراحهن ومرباضهن» ويواصل نداءه: «يا من عيّن الطليان...» إلى أن ينتهي بإبط طفله ليقوم بدغدغته حتى يشبعه ضحكاً.

## لعبة طاق طاق طاقية
هي أكثر الألعاب الشعبية شهرة في السعودية، ويتكون عدد لاعبيها من مجموعة من الأشخاص يتراوحون ما بين الـ 10 إلى 7 أشخاص ويشكلون دائرة، وخارج الدائرة يخصص واحدًا منهم لحمل الطاقية «وهي غطاء يوضع على الرأس» ويدور حولهم مرددًا «طاق طاق طاقية» ويرددون وراءه «رن رن.. يا جرس»، ثم يضع الطاقية خلف ظهر أحدهم، وحين ينتهي يتحسس الأطفال مكان الطاقية من حولهم ومن يجدها خلفه يلحق بمن وضعها، والذي بدوره يبدأ بالجري ورمي الشماغ على الأرض ليأخذه اللاحق محاولاً اللحاق به وضربه من الخلف، كما يقوم الملحوق بالدوران حول دائرة الأطفال وتفادي ضربات اللاحق، حتى يجلس الملحوق في نفس مكان اللاحق السابق عند بدء اللعبة ليكمل اللعبة مرة أخرى بنفس الطريقة مردداً: "طاق طاق طاقية".

## لعبة الغمّة أو الغميمة أو الغميضة
يتم فيها ربط عين أحد الأشخاص، لمنعه من الرؤية، ثم يبدأ في البحث عن بقية الأشخاص من حوله، الذين سيتعمدون إصدار أصوات حركية لإرباك حركته، وإن تمكن من القبض على أحدهم سيجعله يحل محله في اللعبة.

## لعبة الكيرم
لعبة شعبية عدد لاعبيها 4 أشخاص وأقلهم شخصان، اللعبة عبارة عن لوح خشبي مربع الشكل يوضع قريب من الأرض، ويتكون من أربعة ثقوب في زواياه الأربع، كما أن له 4 أنواع من الأقراص لتصويبها في الثقوب، يحمل كل نوع منها قيمة معينة والحاصل على القيمة الأكبر من الأقراص هو الفائز. وهي: “الأسود ويحسب بخمس نقاط، والأصفر أو الخشبي ويحسب بـ 10 نقاط، والوردي أو الأحمر ويحسب بـ 50 نقطة"، ورغم أن اللعبة تُعد حديثة نسبياً إلا أن الإقبال عليها كان كبير في الستينيات والسبعينيات والثمانينيات والتسعينيات الميلادية في مختلف مناطق السعودية، وحتى اليوم لا تزال تلعب في المقاهي  الشعبية، وهي من التسليات المفضلة في المجتمعات القروية.

## لعبة الدنانة
بعد دخول السيارات للسعودية، ظهرت أنواع جديدة من الألعاب الشعبية، ومن ذلك اللعب بالإطارات التالفة والقديمة للسيارات وذلك بدحرجتها بين الأزقة واللحاق بها،  وتصنع لعبة الدنانة من الأسلاك الحديدية الدائرية الموجودة بها بعد إحراقها، حيث تتكون من عصا بطول المتر تقريباً، يضع الأطفال بطرفها أغطية معدنية مثل أغطية علبة (الجبن) أو (التونة)، بعد أن يقومون بطيها وتثبيتها وذلك بطرقها من الجانبين، وبعد ذلك يدفعون هذه العجلة بالعصا فتصدر ضجيجاً وصوت دندنة محبب للأطفال خلال لعبهم بها، وقد تطور الأمر إلى الاستعانة بـإطار الدراجة الهوائية الحديدي أيضاً الذي يقوم مقام الأسلاك الحديدية التي كانت تؤخذ من كفرات السيارة.

## لعبة الأتاري
نوع من الألعاب التي تعمل بكهرباء البطاريات الجافة وبالريموت كونترول، ومثلها ألعاب (الأتاري) التي توصل بالتلفزيون، وهي لعبة عالمية لكن ارتبطت بذاكرة جيل الثمانينيات والتسعينيات كلعبة بسيطة غير مكلفة.

## لعبة الكنجفة
لعبة قديمة وهي عبارة عن مجموعة من القطع  96 قطعة من الورق السميك مدورة الحجم كحجم الريال الفضي، ثمانية أنواع كل نوع يكون وحدة من ملك ووزير إلى آخره وفيها قطعة تسمى :" ملك الذهب" ويسميها بعضهم " أبو طافش" يلعب هذه اللعبة ثلاثة أشخاص، يعطي لكل شخص اثنتان وثلاثون قطعة بعد خلطها في بعضها البعض، فمن ظهر في قسمه ملك الذهب أو أبو طافش لزم اللعبين الآخرين أن يعطيه كل واحد منها قطعتين من قسمه.

## لعبة شرعت
لعبة قديمة تمارس هذه اللعبة في معظم مناطق المملكة بأسماء مختلفة، وهي من الألعاب التي تمارس من الجنسين (صبيان، وبنات)، وصفتها أن يجتمع اللاعبون (ويفضل أن يكون عددهم أكثر من خمسة) فيقفون صفًا واحدًا بعد أن يتفقوا على تحديد مكان يعد بمنـزلة مكان الحماية ويدعى (العزيزة)، وغالبًا يكون دائرة يقوم اللاعبون بخطها على الأرض، وأحيانًا يكون جدارًا أو أي شيء يتفق عليه اللاعبون، يبدأ اللاعبون بعد ذلك بالعد من واحد إلى عشرة، وكل من وقع عليه الرقم عشرة يخرج من الصف حتى آخر واحد يبقى من المجموعة، عندها يقوم اللاعبون بتعصيب عينيه بغطاء (غترة) أو ما شابه ذلك ثم يقومون بالاختباء، وإذا انتهى اللاعبون من الاختباء يصيح الجميع بعد ذلك بصوت واحد: (شرعة دندن) حينها يرفع اللاعب المعصوب العينين الغطاء عن عينيه ويبدأ في البحث عن اللاعبين، فإذا استطاع الإمساك بأحدهم قام بإخراجه، ثم يعود ويغطي وجهه مرة أخرى في حين أن اللاعبين يخرجون من مخابئهم ويتجهون إلى مكان الحماية قائلين بصوت عال: (العزيزة عمتي). ومن يستطيع الوصول إلى العزيزة ويقف داخلها فإنه ينجو من الإمساك به ويعد فائزًا، وهكذا تستمر اللعبة حتى يقرر اللاعبون إنهاءها.